# Kumek (2020.)
Kumek je dokumentarni film redatelja Darija Juričana. Priča prikazuje kronološki pregled života i karijere zagrebačkog gradonačelnika Milana Bandića.
Treći je dokumentarni film iz ciklusa »Gazda«, nakon filma o Miroslavu Kutli te Ivici Todoriću. Film je sniman tijekom četiri godine na lokacijama u Zagrebu i Grudama. Premijera filma održana je 22. listopada 2020. godine na koju je došao i Milan Bandić, no nije se zadržao pogledati film.
Televizijska premijera bila je 18. prosinca 2020. godine na RTL Televiziji, a film je puštem tjedan dana ranije i putem servisa za streaming RTL Play Premium.

## Sudionici na projektu
- Dario Juričan – redatelj i producent
- Saša Paparella – scenarij
- Zvonimir Tivon – scenarij
- Luka Tokić – montažer
- Dragan Đokić – animator
- Marko Jerbić – kamera
- Tibor Keser – kreativni producent
- HRCIN – producent

## Radnja
Film prikazuje kronološki pregled života Milana Bandića, gradonačelnika grada Zagreba, ali i afere od dolaska u Zagreb pa do danas. Uz 20-godišnju vladavinu na čelu Zagreba, dokumentarac se bavi i početcima njegove karijere, dok se filmom otkriva i jedan mali dio redateljeva privatnoga života.

## Zanimljivosti
- Bandić je tri puta odbio dati intervju za film pa je održana audicija kako bi mu se našao dvojnik. Angažiran je Krunoslav Lončarević, koji je ujedno i član stranke Milana Bandića.
- Uz film, objavljena i istoimena knjiga Saše Paparelle i Hrvoja Appelta.[2]